# 潘踏比厘
潘踏比厘（巴宰語：Tapileh Baxala；1827年—1917年），埔裏社堡烏牛欄庄人（今埔里鎮愛蘭里）。身為巴宰族（Pazeh）領袖，潘踏比厘於1882至1895年間擔任清朝官職，並於同年日軍進佔台灣時，作為代表協商。潘踏比厘見證了政權的替換，由於受到政府的信賴，因此潘踏比厘有清朝的軍官鈴印與日本政府的記念章。

## 生平
潘踏比厘身為平埔族巴宰族（Pazeh）領袖，於1882年（清光緒八年）被清朝朝廷指派擔任埔里屯丁營副哨官，後因協助朝廷有功，於1886年（清光緒十二年）升任新竹縣陞補為北路屯千總，授六品。1887年（清光緒十三年）正式獲得鈐印之正六品武官職銜，直到1894清朝戰敗，在1895年簽訂《馬關條約》將台灣割讓予日本，於此時，台灣正式進入日治時期。
1895年時，時任北港溪隘勇線管帶林榮泰，聯合一眾平埔族首領與漢人士紳向日軍遞交請願書，由潘踏比厘負責前往彰化與日軍交涉，也因此獲得日政府信賴。1896年（明治二十九年）七月，潘踏比厘協助日軍攻克大埔城之役，日政府於隔年（1897年，明治三十年）四月，授予潘踏比厘紳章。潘踏比厘於1899年至1908年（明治三十二年至四十一年）擔任埔里社公學校（今埔里國小）學務委員，並於1901年（明治三十四年）任南投廳參事；同年11月，因土地權利劃分不公，潘踏比厘向土地調查局提出訴願，請求重新查核番租，以「分別大租、小租田地」之訴:43-49。1915年（大正四年），獲頒大禮記念章。

## 現存文物
潘踏比厘現有四件文物原由潘家收藏，後代潘怡宏於2018年捐贈予國立臺灣歷史博物館典藏。
潘踏比厘六品武官補服、潘踏比厘官帽六品頂戴、北路屯千總潘踏比厘之鈐記
潘踏比厘任職清代北路屯千總時期的文物共三件，包含一件石青色官服「潘踏比厘六品武官補服」。另有一件官帽裝飾物件「潘踏比厘官帽六品頂戴」，該裝飾主要由白色涅玻璃材質的「頂珠」所構成，附以銅鎏金的頂座結構組成。第三件為刻有「北路屯千總潘踏比厘之鈐記」的木質印章。
大禮記念章
本記念章應為潘踏比厘於1915年至1917年擔任南投廳參事最後2年期間所持有。「大禮記念章」為1915年（大正四年）因大正天皇登基儀式而打造，製發頒予各相關單位人士與地方團體之用，記念章為金屬材質，刻有代表日本皇室的菊花紋章及其他裝飾圖紋。